# Нараха

37°16′57″ пн. ш. 140°59′37″ сх. д. / 37.28250° пн. ш. 140.99361° сх. д.
Нара́ха (яп. 楢葉町, ならはまち, МФА: [naraha mat͡ɕi̥]) — містечко в Японії, в повіті Футаба префектури Фукусіма. Розташоване на сході префектури, на березі Тихого океану. Утворене 1956 року. Основою економіки є сільське господарство та рибальство. В містечку працюють 1 — 4 енергоблоки Другої фукусімської атомної електростанції.
Станом на 1 жовтня 2008 площа містечка становила 103,45 км². Станом на 1 січня 2009 населення містечка становило 7881 осіб.